# 현신철
현신철(玄新哲, 1973년 8월 6일~)은 대한민국의 축구 선수이다.